# آرثر شيبرد (ملحن)
آرثر شيبرد (بالإنجليزية: Arthur Shepherd)‏ هو موزع وملحن أمريكي، ولد في 19 فبراير 1880 في بارس في الولايات المتحدة، وتوفي في 12 يناير 1958 في كليفلاند في الولايات المتحدة.

## وصلات خارجية
- آرثر شيبرد على موقع ميوزك برينز (الإنجليزية)
- آرثر شيبرد على موقع أول ميوزيك (الإنجليزية)
- آرثر شيبرد على موقع ديسكوغز (الإنجليزية)